# Henning Ratjen

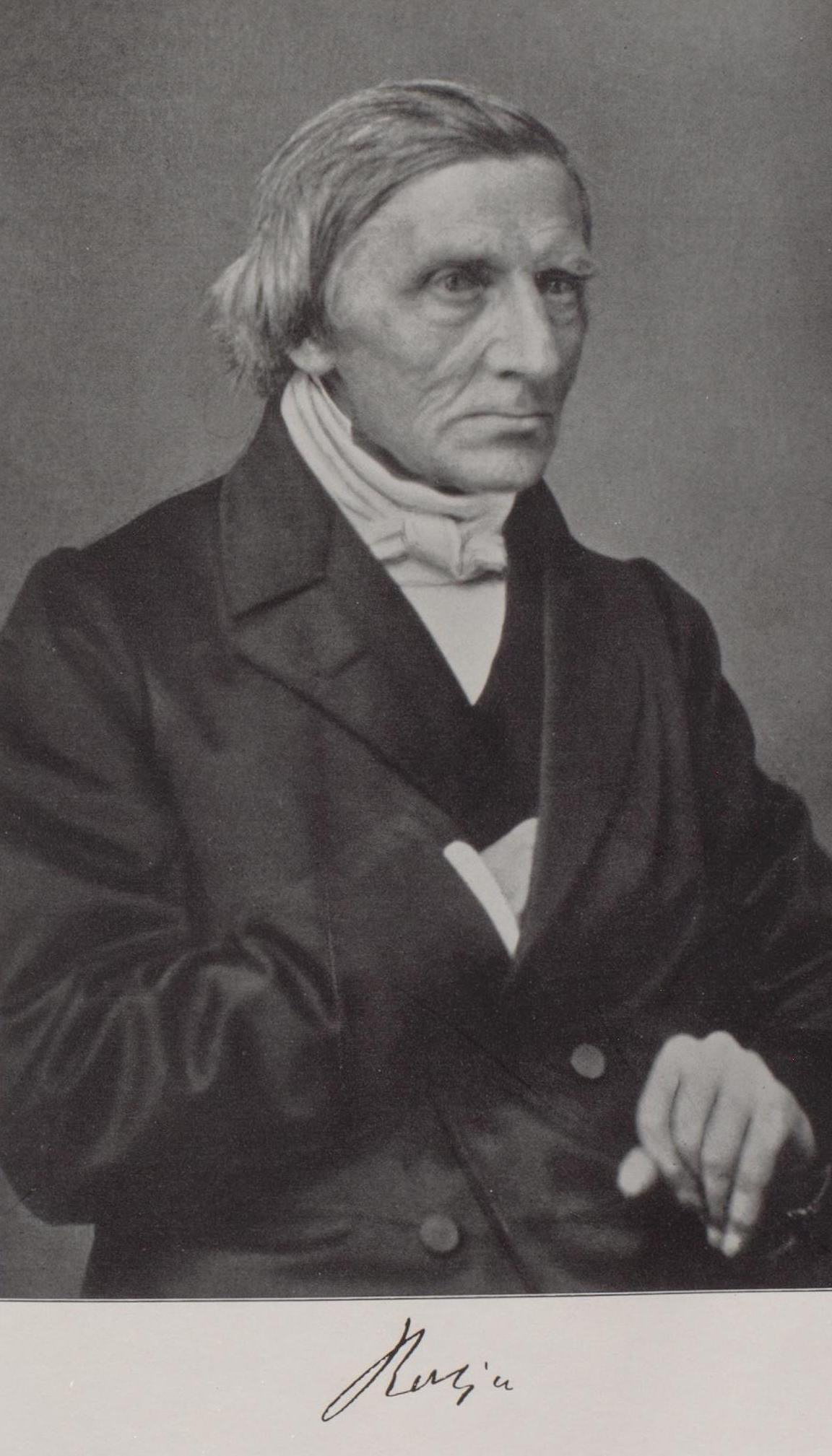
Henning Ratjen

Henning Ratjen (* 10. Oktober 1793 in Homfeld, heute ein Ortsteil von Aukrug; † 21. Januar 1880 in Kiel) war ein deutscher Jurist, Professor und Universitätsbibliothekar.

## Leben
Henning Ratjen wurde vom Ortsprediger unterrichtet, bevor er ab 1810 das Gymnasium in Kiel besuchte. 1814 begann er sein Studium der Rechtswissenschaften an der Christian-Albrechts-Universität zu Kiel, das er 1817 bis 1818 an der Berliner Universität fortsetzte. Sein juristisches Amtsexamen bestand er ein Jahr später in Glückstadt, nachdem er in der Zwischenzeit als Hauslehrer tätig war. 1820 wurde er Advokat in Kiel, promovierte dort 1823 und habilitierte sich als Privatdozent.
Bekannt wurde er durch seine fast 50-jährige Karriere an der Universitätsbibliothek Kiel, wo seine Tätigkeit 1826 zunächst als Unterbibliothekar begann. Seine Vorlesungen beschränkte er seitdem auf juristische Literatur, sowie allgemeine Literatur und Bücherkunde. 1830 wurde er zum Professor an der philosophischen Fakultät ernannt, 1833 zum Bibliothekar. Er veranlasste 1834 die Übersiedelung der Universitätsbibliothek aus den oberen in die unteren Räume des Kieler Schlosses und ordnete im Jahre 1838 nach dem Brand des Schlosses und der Schlosskapelle die Bibliothek neu. Im Jahre 1870 veröffentlichte er die Geschichte der Universität zu Kiel, nachdem er bereits 1856 und 1860 Aufsätze über die Kieler Juristen-Fakultät für die Chronik der Universität verfasst hatte. Ratjens Werk gibt laut Rückentext der nachgedruckten Ausgabe „einen fundierten Überblick über die Geschichte der Universität zu Kiel von ihrer Stiftung Mitte des 17. Jahrhunderts durch Christian Albrecht bis weit ins 19. Jahrhundert hinein. Darüber hinaus widmet Ratjen sich dem status quo der Universität im 19. Jahrhundert, in dem er nicht nur ihren organisatorischen Aufbau beschreibt, sondern auch Einrichtungen und Fakultäten vorstellt“. Am 11. Januar 1873 feierte er sein 50-jähriges Dienstjubiläum, wurde dann auf seinen Wunsch 1875 als Universitätsbibliothekar entlassen, verblieb aber Mitglied seiner Fakultät, ohne jedoch Vorlesungen zu halten. Sein Nachfolger als Universitätsbibliothekar wurde von 1875 bis 1903 Emil Julius Hugo Steffenhagen (1838–1919). Bei der Einweihung des neuen Universitäts-Hauptgebäudes 1876 wurde Ratjen als Senior der Universität geehrt.

## Ehrenämter
1848 wurde er zum Abgeordneten zur schleswig-holsteinischen Landesversammlung gewählt. 1853 wurde er als Vertreter der Universität Allerhöchst ernanntes Mitglied der holsteinischen Ständeversammlung. Zusammen mit Johann Bernhard Chemnitz war er Redakteur der Ständezeitung.
Er ist als Vorstandsmitglied des Vereins für schleswig-holsteinische Alterthümer und als langjähriger Präsident der Gesellschaft für schleswig-holsteinische Geschichte bis 1864 tätig gewesen.

## Werke
- Verzeichniss der Handschriften der Kieler Universitätsbibliothek, welche die Herzogthümer Schleswig und Holstein betreffen. 4 Bände Kiel 1858–1866 und Nachtragsband 1875
  - 1. Band: Schriften zur allgemeinen Geschichte. Digitalisat,
  - 2. Band: Zur speciellen Geschichte einzelner Districte und zu dem Rechte der Herzogthümer. Mit Nachträgen, Berichtigungen und Register. Digitalisat
  - 3. Band
    - 1. Teil Digitalisat
    - 2. Teil Digitalisat
- Beitrag zur Geschichte der Kieler Universität. Rede zur Feier des Geburtstages Seiner Majestät des Königs, am 6. October 1858 gehalten. Akademische Buchh., Kiel 1859, Digitalisat
- Johann Carl Heinrich Dreyer und Ernst Joachim von Westphalen. Beitrag zur Geschichte der Kieler Universität und der juristischen Literatur. Akademische Buchh., Kiel 1861, Digitalisat
- Geschichte der Universität zu Kiel. Schwers, Kiel 1870, Digitalisat

## Auszeichnungen
- Titel
  - Etatsrat (1847)
  - Konferenzrat (1862)
- Dannebrogorden
  - Ritter (1840)
  - Dannebrogsmann (1854)
- Roter Adlerorden, 
  - 3. Klasse (1869)
  - 2. Klasse mit Eichenlaub (1873)[7]
- Königlicher Kronen-Orden (Preußen)
  - 2. Klasse (1876, zur Einweihungsfeier des neuen Universitäts-Gebäudes)[8]